# Ernst von Küchler
Ernst von Küchler (* 27. Juni 1884 in Schloss Philippsruhe bei Hanau; † 14. Juni 1956 in Frankfurt am Main) war ein deutscher Diplomat.

## Leben
Ernst war ein Sohn des Großherzoglich-Hessischen Oberst, Flügeladjutanten und Hofmarschalls Karl von Küchler und Marie von Scholten (1851–1924). Sein älterer Bruder (* 1881) Georg von Küchler wurde Offizier und war seit 1942 Generalfeldmarschall. Ernst besuchte das Ludwig-Georgs-Gymnasium in Darmstadt, studierte in Genf, Leipzig und Gießen Rechtswissenschaften und wurde 1906 Hofjunker. 
Seit 14. Juli 1912 war er Kammerjunker und diente als Kaiserlicher Vizekonsul in Warschau. Ab 14. April 1917 bekleidete er als Kammerherr den Posten des Großherzoglich-Hessischen Generalkonsuls in Thorn. Von 1918 bis 1922 war im neueingerichteten Konsulat in Helsingfors eingesetzt, in den Jahren danach bis 1927 überwiegend in Berlin. Von 1927 bis 1932 war er Konsul in Bergen. Er trat zum 1. Juni 1934 der NSDAP (Mitgliedsnummer 3.455.003) und der SA bei 
und war bis zum Kriegsausbruch 1939 Generalkonsul in Thorn. 
Küchler trat 1939 wie im Heß-Erlass 78/38 angeordnet aus dem Johanniterorden aus, dem er 1917 als Ehrenritter beigetreten war und dem er seit 1924 als Rechtsritter der Hessischen Genossenschaft der Kongregation angehörte. Über seine Tätigkeiten nach Kriegsende und seine Entnazifizierung ist nichts bekannt. 
Ernst von Küchler heiratete am 4. Februar 1920 in Helsingfors Greta Sartoriso, geb. von Pfaler (* 26. April 1883 in Helsingfors), die drei Kinder aus erster Ehe mitbrachte. Sie hatten einen gemeinsamen Sohn Carl-Leonhard. Seine Frau lebte als Witwe in Frankfurt am Main.

## Weblink
- Küchler, Ernst Ludwig Otto von. Hessische Biografie. (Stand: 28. November 2023). In: Landesgeschichtliches Informationssystem Hessen (LAGIS).